# شاشة العنوان

شاشة العنوان للعبة ريزدنت إيفل 6.

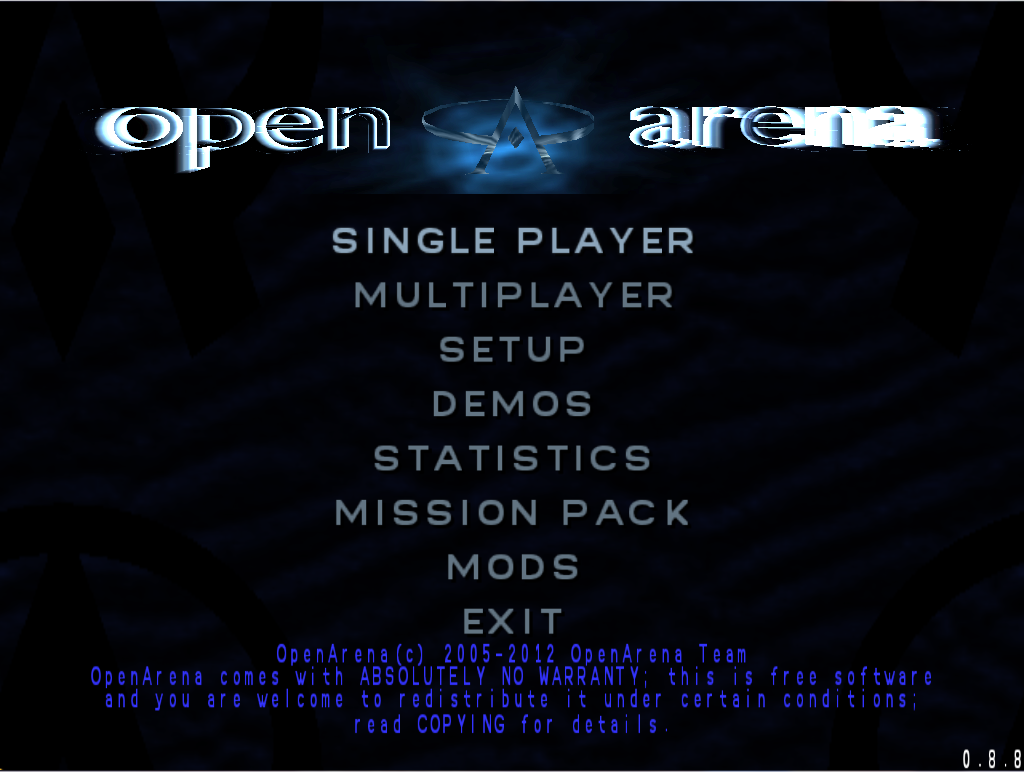
شاشة العنوان للعبة أوبن أرينا تتضمن كل الخيارات.

شاشة العنوان و بالإنجليزية (Title Screen) و هي الشاشة الأولية أو التي تظهر في بداية ألعاب الفيديو أو الأركيد أو الحاسوب بعد عرض الشارات و شعارات مطورين و ناشر اللعبة. 

شاشة العنوان في السابق غالبا ما كانت تتضمن جميع الخيارات المتاحة للعبة (اللعب الفردي، اللعب الجماعي، الإعدادات، وما إلى ذلك)، في حين أنه في الألعاب الحديثة قد يتم استخدام شاشة العنوان لتكون بمثابة شاشة تحميل.